# Ruth Johansson-Småårs
Ruth Ingrid Vivi Johansson-Småårs, född 5 december 1902, död 1996, var en svensk författare som skrev under pseudonymen Märta Hjälm-Johansson, även Märta Hjelm.
Johansson föddes i Ålems socken i Kalmar län 1902. Hennes föräldrar var lantbrukaren Alrik Johansson, och hans fru Alma Johansson. Hon tog examen från folkhögskola 1928, och flyttade därefter till Ekholmen i Vackerslätt, Kalmar län.
1945 utkom hennes Återlöst, ett personligt vittnesmål om helbrägdagörelse. Hon skrev bland annat även de två verken Bröderna Ekeskog 1943 och Britt-Maries ungdomsår 1946 (båda på Harriers bokförlag).